# Otep Shamaya
Otep Shamaya (Los Angeles, 7 novembre 1979) è una cantante e compositrice statunitense, conosciuta soprattutto per essere la "frontwoman" degli Otep, fin dalla formazione del gruppo musicale nu metal/alternative metal a cui ha dato il nome, nel 2000.
Si conosce poco la sua storia personale, pare comunque che sia nata a Los Angeles, nei cui sobborghi è cresciuta.
Nel 2000 effettua i primi concerti nei club della sua città con gli Otep, insieme ai quali debutta nell'EP Jihad, pubblicato il 12 giugno 2001, incidendo in seguito 3 album ed un altro EP.
La Shamaya figura come coautrice di tutti i brani eseguiti dal gruppo (eccetto una cover dei Nirvana), ed è autrice completa di Gutter, un pezzo della durata di appena 62 secondi, ed Adrenochrome Dreams, che invece si protrae per oltre 6 minuti, una sorta di canzone recitata nella quale lei racconta un suo incubo.
I suoi testi risultano generalmente aventi un sottofondo drammatico/rabbioso, come nel caso di una canzone contenuta nel primo album della band, che è stata etichettata da critici quali Robert Franklin come un'incitazione all'odio sessista, che può spingersi fino all'invito a commettere omicidio nei confronti di individui di sesso maschile, cioè Menocide, come dice il titolo.
Otep si dichiara apertamente lesbica e vegana.